# Editto di Tessalonica
L'editto di Tessalonìca, conosciuto anche come Cunctos populos ('tutti i popoli'), venne emesso il 27 febbraio 380 dagli imperatori romani Graziano, Teodosio I e Valentiniano II (quest'ultimo all'epoca aveva solo 9 anni).
Il decreto dichiara il cristianesimo secondo i canoni del credo niceno la religione ufficiale dell'impero romano, proibisce in primo luogo l'arianesimo e secondariamente anche i culti pagani. Per combattere l'eresia si esige da tutti i cristiani la confessione di fede conforme alle deliberazioni del concilio di Nicea.
Il testo venne preparato dalla cancelleria di Teodosio I e successivamente venne incluso nel Codice teodosiano da Teodosio II.
La nuova legge riconobbe alle due sedi episcopali di Roma e Alessandria d'Egitto il primato in materia di teologia.
Cunctos populos, quos clementiae nostrae regit temperamentum, in tali volumus religione versari, quam divinum Petrum apostolum tradidisse Romanis religio usque ad nunc ab ipso insinuata declarat quamque pontificem Damasum sequi claret et Petrum Alexandriae episcopum virum apostolicae sanctitatis, hoc est, ut secundum apostolicam disciplinam evangelicamque doctrinam patris et filii et spiritus sancti unam deitatem sub pari maiestate et sub pia trinitate credamus. Hanc legem sequentes Christianorum catholicorum nomen iubemus amplecti, reliquos vero dementes vesanosque iudicantes haeretici dogmatis infamiam sustinere ‘nec conciliabula eorum ecclesiarum nomen accipere’, divina primum vindicta, post etiam motus nostri, quem ex caelesti arbitro sumpserimus, ultione plectendos.
Vogliamo che tutti i popoli che ci degniamo di tenere sotto il nostro dominio seguano la religione che san Pietro apostolo ha insegnato ai Romani, oggi professata dal Pontefice Damaso e da Pietro, vescovo di Alessandria, uomo di santità apostolica; cioè che, conformemente all'insegnamento apostolico e alla dottrina evangelica, si creda nell’unica divinità del Padre, del Figlio e dello Spirito Santo in tre persone uguali. Chi segue questa norma sarà chiamato cristiano cattolico, gli altri invece saranno considerati stolti eretici; alle loro riunioni non attribuiremo il nome di chiesa. Costoro saranno condannati anzitutto dal castigo divino, poi dalla nostra autorità, che ci viene dal Giudice Celeste. 
DATO IN TESSALONICA NEL TERZO GIORNO DALLE CALENDE DI MARZO, NEL CONSOLATO QUINTO DI GRAZIANO AUGUSTO E PRIMO DI TEODOSIO AUGUSTO»
(Codice teodosiano, xvi.1.2)
L'editto, pur proclamando il Cristianesimo religione di Stato dell'impero romano, non stabiliva alcuna direttiva specifica a proposito. Bisognerà attendere i cosiddetti decreti teodosiani, promulgati dallo stesso Teodosio I, che tra il 391-392 normarono l'attuazione pratica dell'editto di Tessalonica.

## Conseguenze dell'editto
Nel 391-392, nuovi decreti ("decreti teodosiani") inasprirono le proibizioni verso i culti pagani e i loro aderenti, dando il via a una vera e propria persecuzione del Paganesimo. Furono distrutti molti templi e vennero avallati atti di violenza contro il paganesimo: uno dei più noti fu la distruzione, nel 392 circa, del Serapeo di Alessandria ad opera del vescovo di Alessandria Teofilo che, alla guida di un esercito di monaci, provocò l'uccisione di numerosi pagani che erano intenti alle loro funzioni sacre. Inoltre l'arcivescovo Giovanni Crisostomo organizzò una spedizione di asceti fanatici ad Antiochia per demolire i templi e far uccidere i fedeli, mentre il vescovo Porfirio di Gaza fece radere al suolo il famoso tempio di Marnas.
Nel 416 un editto dell'imperatore romano d'Oriente Teodosio II stabilì che soltanto i cristiani potevano svolgere la funzione di giudice, rivestire cariche pubbliche ed arruolarsi nell'esercito. Tutti i giudici, impiegati pubblici e ufficiali dell'esercito non cristiani avrebbero dovuto dimettersi. Nel 423 Teodosio II dichiarò che tutte le religioni pagane non erano altro che "culto del demonio" ed ordinò, per tutti coloro che persistevano a praticarle, punizioni quali il carcere e la tortura.
Successivamente, l'imperatore Valentiniano III emanò (17 luglio 445) un editto che contribuì in maniera determinante all'affermazione dell'autorità e del primato della sede vescovile di Roma in Occidente. Questo editto, che non era valido nella parte orientale dell'Impero, riconosceva pienamente il primato giurisdizionale del papato, perché «Nulla deve essere fatto contro o senza l'autorità della Chiesa romana».
In molti casi, la politica degli imperatori successivi si basò sul presupposto che l'unità dell'impero richiedesse anche un'unità religiosa. Così Giustiniano impose pesanti restrizioni a tutte le religioni non cristiane. Nel 527 tutti gli eretici e i pagani persero le cariche statali, i titoli onorifici, l'abilitazione all'insegnamento e gli stipendi pubblici. Nel 529 fu imposta di fatto la chiusura della scuola filosofica di Atene, ultimo centro di eccellenza ancora attivo della cultura pagana, e a Costantinopoli e in Asia Minore i pagani, ancora numerosi, furono costretti al battesimo.
L'editto di Tessalonica è ritenuto importante dagli storici in quanto diede inizio a un processo in base al quale «per la prima volta una verità dottrinale veniva imposta come legge dello Stato e, di conseguenza, la dissidenza religiosa si trasformava giuridicamente in crimen publicum: ora gli eretici potevano e dovevano essere perseguitati come pericolo pubblico e nemici dello Stato». È altresì da precisare che durante tutto l'Impero romano e anche durante l'Esarcato d'Italia (che ebbe vita fino al 752) la Chiesa non ebbe il potere civile né quello giudiziario, che rimase monopolio dello Stato.